# Sobrequilla

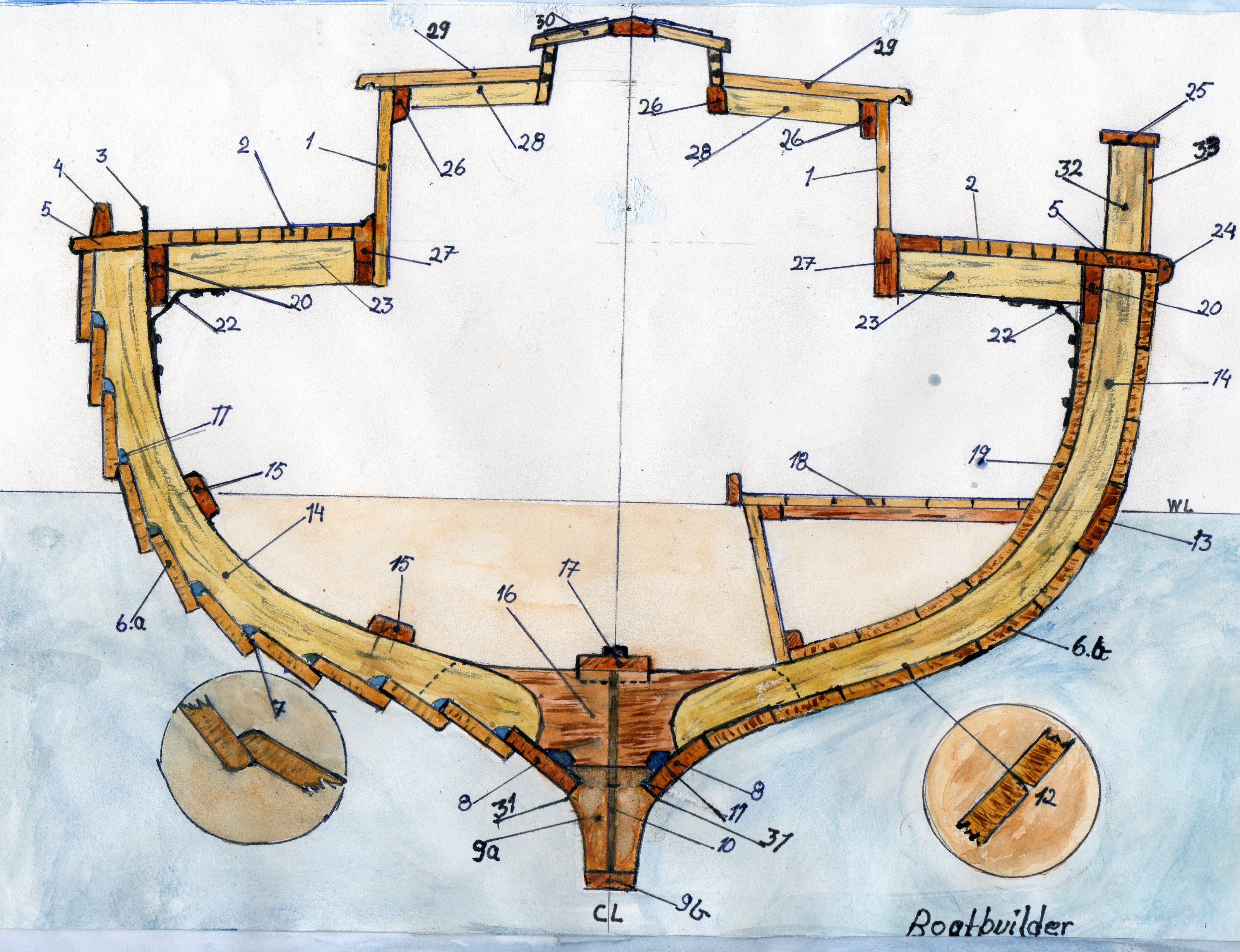
Marcada amb el núm. 17

El paramitjal o sobrequilla, dita també quilla falsa, és un element constructiu en el vaixells. Es posa de popa a proa per sobre de les varengues en tots els vaixells i serveix per a consolidar la quilla i donar estabilitat, tot facilitant la fixació de les traques. En vaixells de fusta la sobrequilla és una peça de fusta (de vegades feta de peces més petites), col·locada de popa a proa per damunt del lligam de les varengues (o de les quadernes) i que és part del lligam.
En els vaixells d'acer (i de ferro), la sobrequilla és del mateix metall qualsevol que sigui la seva estructura. Es posa per sobre de les varengues formant un "rail" ('sobrequilla contínua' o 'sobrequilla sobre les varengues'), una "caixa" ('sobrequilla de caixa') o una xapa plana per sobre de les varengues en combinació amb una segona sobrequilla "travessant" les varengues ('sobrequilla intercostal').